# Yazid ibn Mu'awiya
Yazīd ibn Mu'āwiya (in arabo يزيد بن معاوية‎?; 23 luglio 645 – Damasco, 11 novembre 683) è stato un califfo arabo.

## Biografia
Figlio di Muʿāwiya ibn Abī Sufyān e di sua moglie, Maysun, una cristiana di origine yemenita, Yazīd fu tra il 680 e il 683 il secondo califfo della dinastia degli Omayyadi. È ricordato con odio ancor oggi dagli sciiti, che lo incolpano della strage perpetrata ai danni della famiglia di al-Husayn b. ʿAlī e dello stesso nipote del Profeta a Kerbelāʾ.

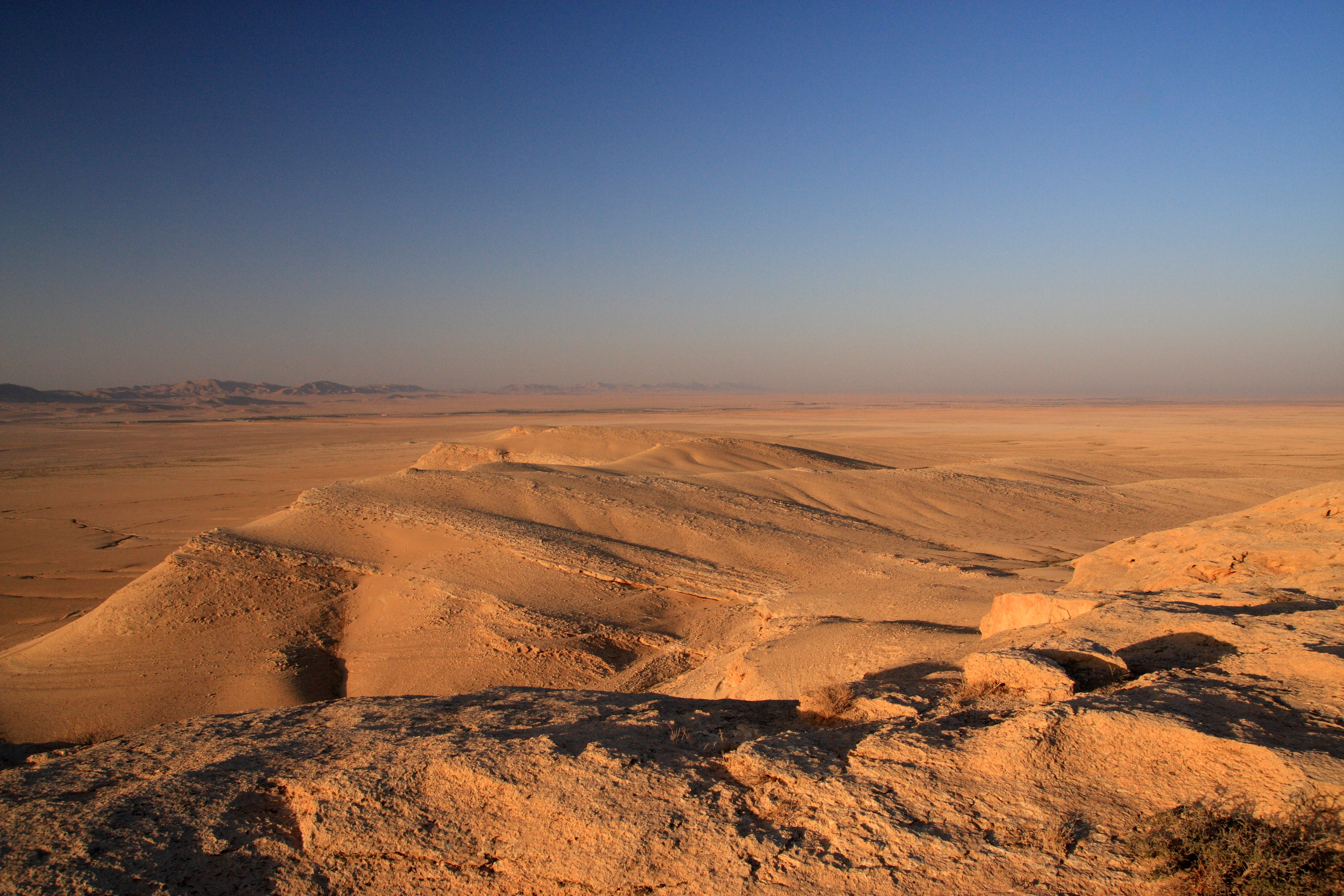
Il deserto siriano, dove Yazid trascorse le primavere della sua infanzia con i beduini della tribù dei Banu Kalb

Nominato esclusivamente in virtù del suo vincolo di parentela col padre-califfo, il suo califfato fu caratterizzato da un grave dissenso all'interno della Umma islamica, che portò a una nuova fitna, che si sarebbe rivelata la più grave di tutte e che a tutt'oggi rimane irrisolta, Yazīd non era però del tutto privo di meriti personali, tra cui una discreta tolleranza verso i non-musulmani e un'accentuata predisposizione all'arte bellica (considerata come una prerogativa quasi fondamentale dalla prima società islamica) che lo avrebbe portato a combattere valorosamente nel 668 sotto le mura di Costantinopoli, nel corso del primo fallito assedio alla capitale bizantina.
La sua designazione avvenne solo dopo la morte dello zio paterno, Ziyād ibn Abīhi, contrario a interrompere la virtuosa consuetudine della prima società islamica di scegliere come suo capo una persona dotata di forti capacità intellettuali e spirituali.
Morto suo padre, Yazīd dovette immediatamente affrontare l'opposizione di quei musulmani ostili a introdurre un principio dinastico nella successione califfale, rappresentata innanzi tutto dal nipote di Maometto, al-Husayn ibn ʿAlī, da ʿAbd Allāh b. al-Zubayr e, in modo non particolarmente scoperto, quella dello stesso cugino di Maometto: ʿAbd Allāh ibn ʿAbbās.
Essi insorsero simbolicamente a Medina, rovesciando i loro mantelli all'arrivo della notizia dell'avvenuta successione, garantita dalla fedeltà delle truppe siriane e degli asāwira persiani, nonché dal convinto consenso dei sudditi, oggettivamente assai ben amministrati da Muʿāwiya I.
Quando al-Husayn decise di muoversi verso Kufa – la città in cui maggiore era il numero di simpatizzanti alidi – fu contrastato da un distaccamento di cavalieri inviato dal governatore di Kufa, nonché cugino del nuovo califfo, ʿUbayd Allāh b. Ziyād, al comando di ʿUmar b. Saʿd, figlio di Saʿd b. Abī Waqqāṣ, uno dei principali Compagni del Profeta.
Il 10 ottobre del 680, lo scontro di Kerbelāʾ si concluse inevitabilmente col facile massacro degli alidi da parte della truppa omayyade, in cui un ruolo non secondario per far fallire un eventuale e non impossibile accordo fu svolto da Shamīr (gli sciiti tramandano però il nome Shimr) ibn Dhī l-Jawshan, che ebbero gioco facile a trucidare gli alidi, al cui interno erano numerosi i ragazzi, le donne e schiavi al loro servizio, malgrado l'epopea sciita voglia far credere a una strenua resistenza, favoleggiando di un prolungato e improbabile scontro (100 uomini a fronte di 40.000 avversari omayyadi).
Nei confronti dell'opposizione di ʿAbd Allāh ibn al-Zubayr, Yazīd provvide a inviare nel 683 un vero e proprio esercito, guidato da Muslim ibn 'Uqba, contro la “città santa” di Medina e di Mecca, nella quale s'era asserragliato il figlio di al-Zubayr b. al-ʿAwwām.
La battaglia della cosiddetta Seconda Harra vide Medina sacrilegamente occupata grazie al tradimento perpetrato da Marwān b. al-Hakam (che era stato il braccio destro del califfo ʿUthmān b. ʿAffān) che, malgrado si fosse impegnato coi difensori a rimanere neutrale nel conflitto, pur di mettere se stesso e un gruppo di Coreisciti in salvo, rivelò invece agli Omayyadi il modo migliore di superare le difese medinesi.
Durante l'assedio a Mecca, la Kaʿba fu danneggiata involontariamente dagli uomini di ʿAbd Allāh ibn al-Zubayr, creando comunque grave scandalo fra i musulmani, che vedevano le due più sacre città messe a ferro e a fuoco dalle truppe di Yazīd e dalla resistenza di ʿAbd Allāh. L'assedio di Mecca terminò nel 683, alla morte di Yazīd.
Il luogo esatto della sepoltura di Yazīd si crede essere nei dintorni di Damasco e a lui succedette per brevissimo tempo suo figlio  Muʿāwiya II, morto per cause naturali. Sebbene sia stato presentato, forse con eccesso di faziosità, come un capo dissoluto (libertino, amante del vino e dei festini, tiepido nei confronti della stessa religione islamica), Yazid cercò energicamente di continuare la politica del padre, rafforzando la struttura amministrativa del califfato e aumentando le difese militari della Siria, base del potere della dinastia omayyade.
Il sistema finanziario fu anch'esso profondamente riformato. Alleggerì la tassazione di alcuni gruppi cristiani e abolì le concessioni in materia di tassazione garantite ai Samaritani come ricompensa per l'aiuto dato al tempo delle prime conquiste arabe. Dedicò anche grande attenzione all'agricoltura e migliorò il sistema di irrigazione della Ghuta di Damasco.